# Castello di Allaman
Il castello di Allaman (in francese Château d'Allaman) è un castello nel villaggio di Allaman, sulla riva del lago di Ginevra, Svizzera. Si tratta di un bene culturale d'importanza nazionale, la cui costruzione iniziò nel 1291. Fu la residenza di famiglia, tra gli altri, di Jean-Jacques de Sellon.